# 圣地亚哥总主教宫
圣地亚哥总主教宫（西班牙語：Palacio arzobispal de Santiago）位于智利圣地亚哥历史悠久的市中心，武器广场西侧，毗邻圣地亚哥都主教座堂，是天主教圣地亚哥总教区的行政中心。

## 历史
该建筑始建于1852年，由建筑师克劳迪奥·布鲁内特·德贝恩斯设计。贝恩斯在1855年去世，工程停止，直到1869年由法国建筑师卢西恩·海诺继续，1870年完工。1930年代安装了电梯。
1975年总主教宫由智利教育部公布为国家遗产。